# Tancul Saint-Chamond
Saint-Chamond a fost un tanc francez, dezvoltat de-a lungul Primului Război Mondial.

## Galerie

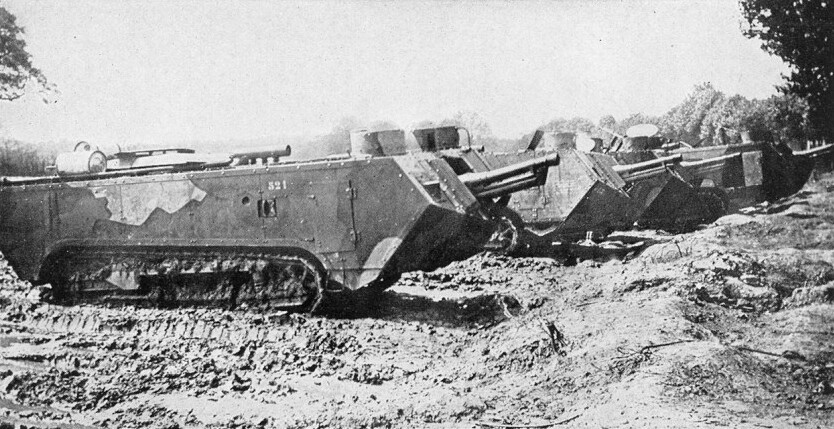
Tancuri Saint-Chamond în Primul Război Mondial
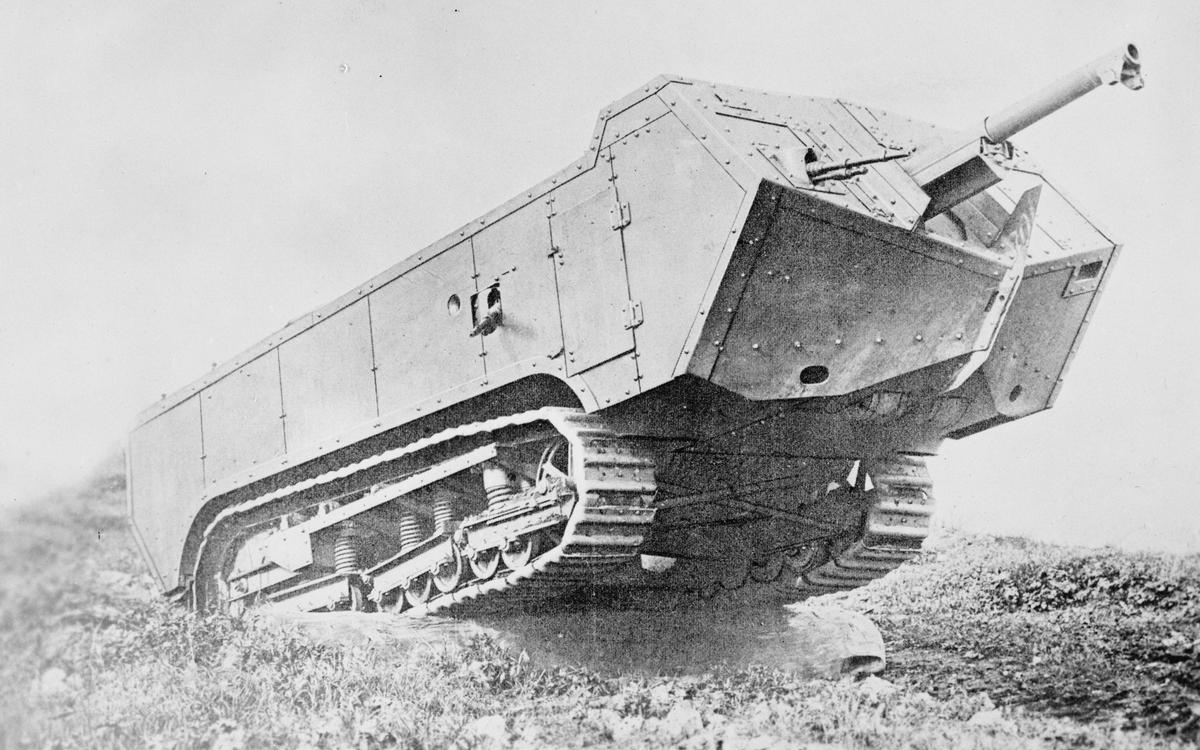
Tanc Saint-Chamond în Primul Război Mondial
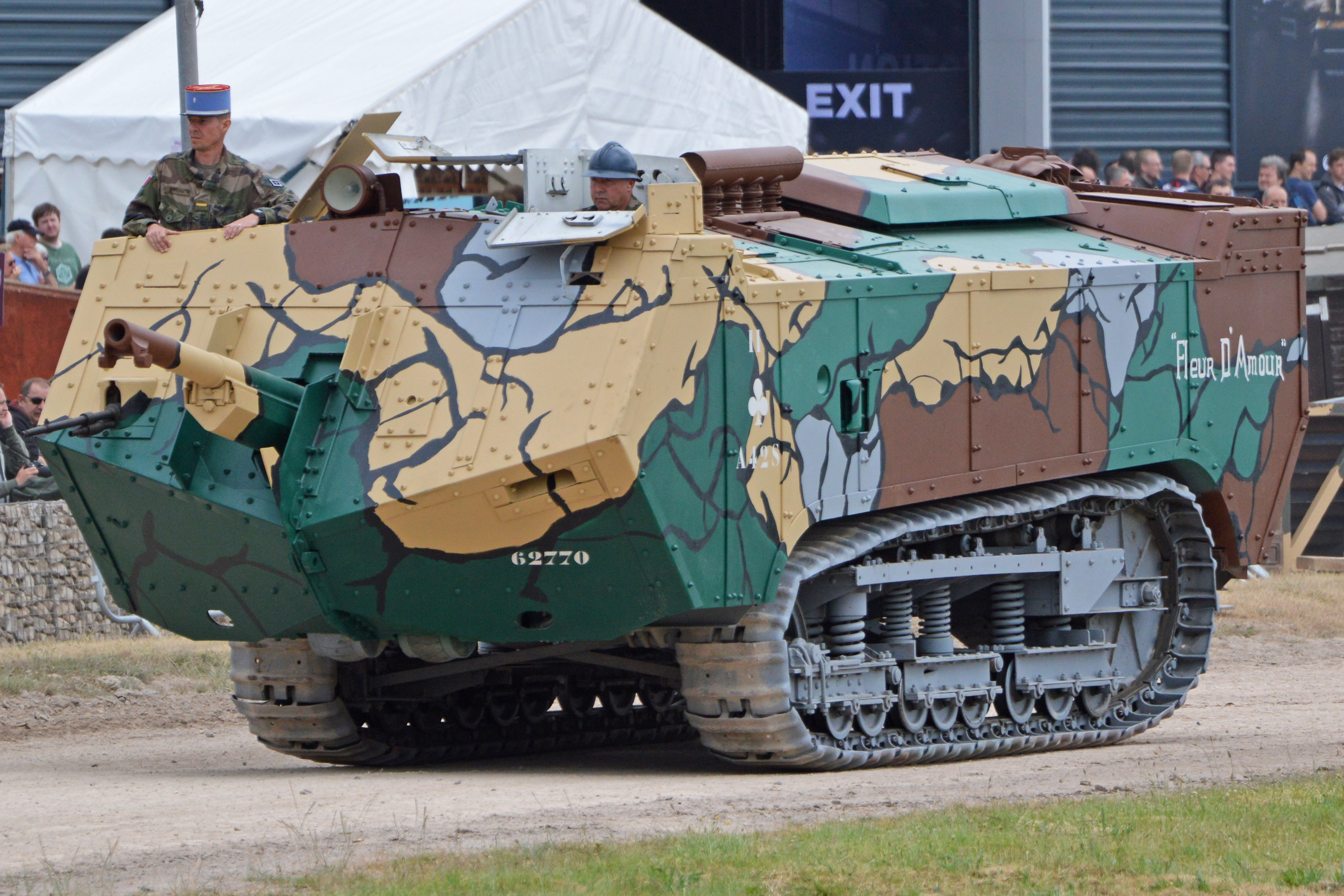
Singurul exemplar rămas intact, la TankFest 2017, Dorset, Regatul Unit